# Pleomelogramma argentinensis
Pleomelogramma argentinensis är en svampart som beskrevs av Speg. 1909. Pleomelogramma argentinensis ingår i släktet Pleomelogramma och familjen Herpotrichiellaceae.   Inga underarter finns listade i Catalogue of Life.